# Elecciones generales de Trinidad y Tobago de 1961
Elecciones generales tuvieron lugar en Trinidad y Tobago el 4 de diciembre de 1961. El resultado fue una victoria para el Movimiento Nacional del Pueblo, el cual obtuvo 20 de 30 escaños. La participación electoral fue de 88,1%.

## Resultados
| Partido                                               | Votos   | %    | Escaños | +/-   |
| ----------------------------------------------------- | ------- | ---- | ------- | ----- |
| Movimiento Nacional del Pueblo                        | 190 003 | 57,0 | 20      | +7    |
| Partido Laborista Democrático                         | 138 910 | 41,7 | 10      | +3    |
| Congreso Nacional Africano                            | 1 634   | 0,5  | 0       | Nuevo |
| British Empire Citizens' and Workers' Home Rule Party | 1 314   | 0,4  | 0       | -2    |
| Otros partidos                                        | 1 502   | 0,4  | 0       | –     |
| Votos en blanco/nulos                                 | 149     | –    | –       | –     |
| Total                                                 | 333 512 | 100  | 30      | +6    |
| Fuente: Nohlen                                        |         |      |         |       |